# Rockerfilmen
|  | Denne artikel er oprettet af botten PalnaBot ud fra en ekstern database. Den kan derfor have sproglige fejl eller mangler. Denne skabelon kan fjernes efter kontrol af indholdet. |

Rockerfilmen er en film instrueret af Kirsten Ølgaard.

## Handling
Da MC-klubben Red Hawks fra Hornsherred kører hjem fra et træf, passerer de tilfældigt en blokade foran en fabrik. Næste dag taler den lokale avis om at ROCKERE SPLITTER ARBEJDSLØSE. En pige fra MC-klubben arbejder på en fabrik, hvor en gruppe arbejdsløse vil lave en aktion. Fabriksejeren får den ide at bruge Red Hawks til at splitte de aktionerende.